# Барзингхаузен
Барзингхаузен (нем. Barsinghausen) — город в Германии, в земле Нижняя Саксония.
Входит в состав региона Ганновер. Население составляет 33 618 человек (на 31 декабря 2010 года). Занимает площадь 102,65 км². Официальный код — 03 2 41 002.
Город подразделяется на 18 городских районов.

## Население
| Год  | Население |
| ---- | --------- |
| 1990 | 33 023    |
| 1995 | 34 522    |
| 2000 | 34 648    |
| 2005 | 34 253    |
| 2010 | 33 667    |

## Фотографии

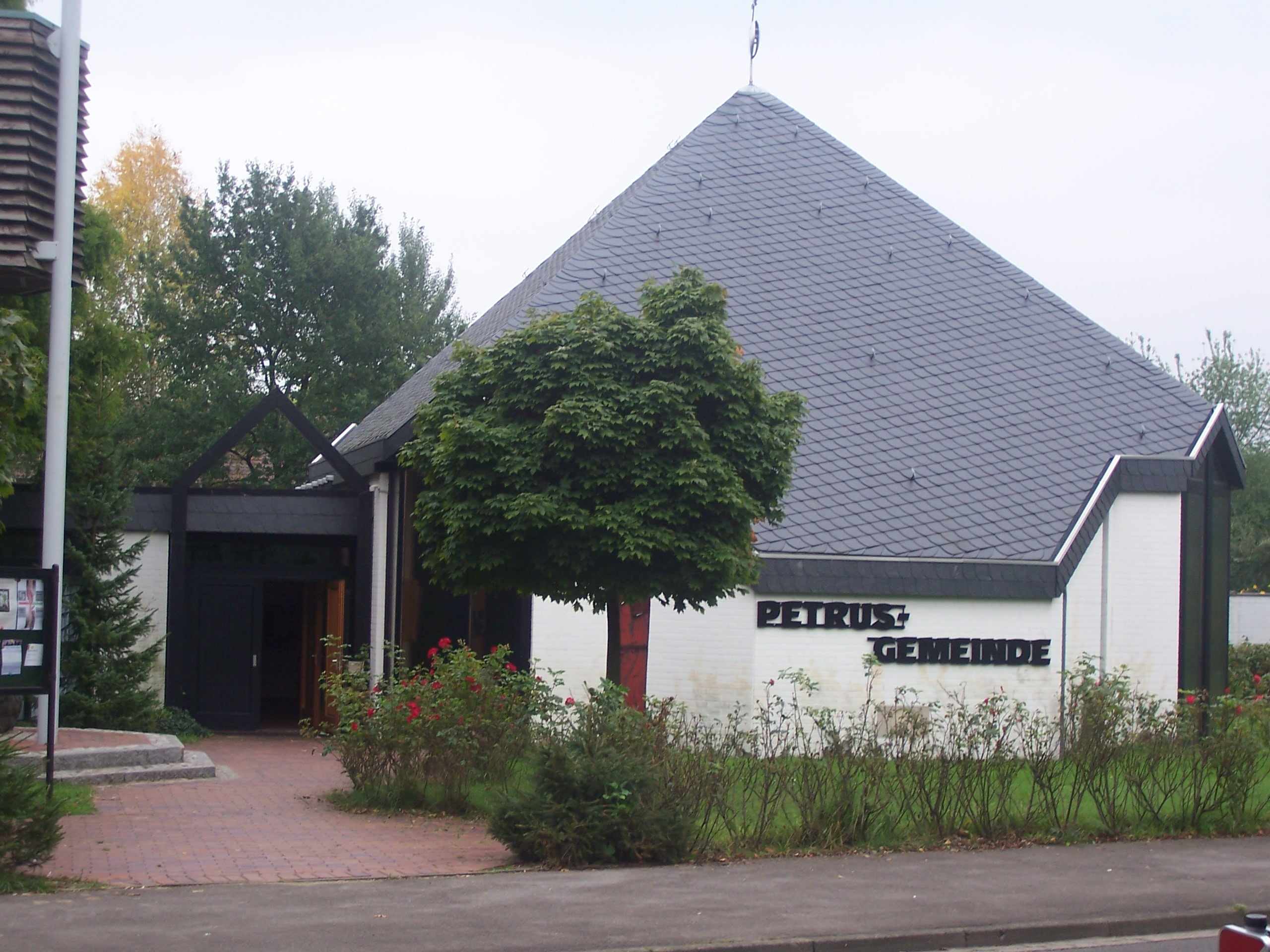
Церковь Св. Петра
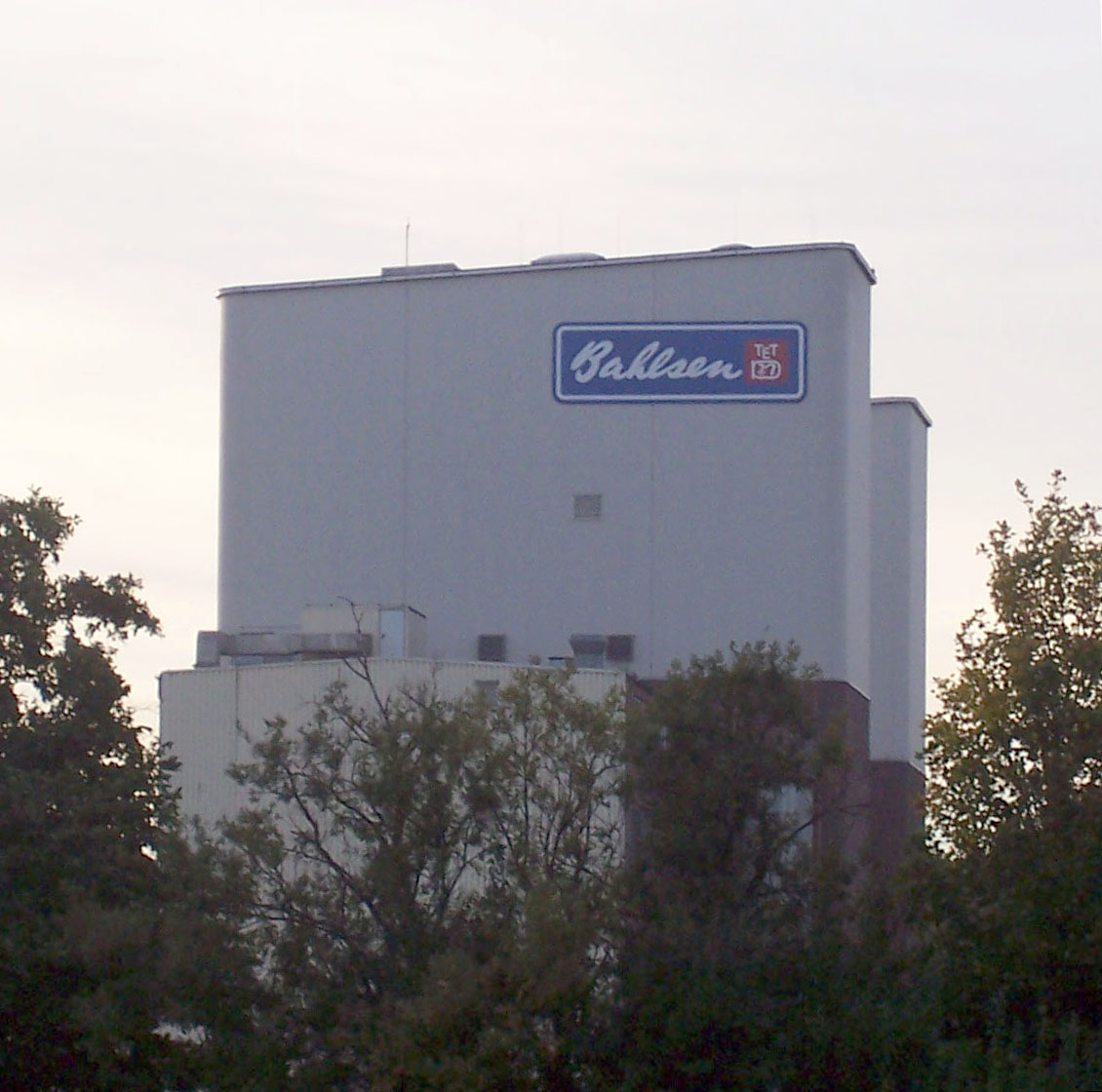
Хлебозавод
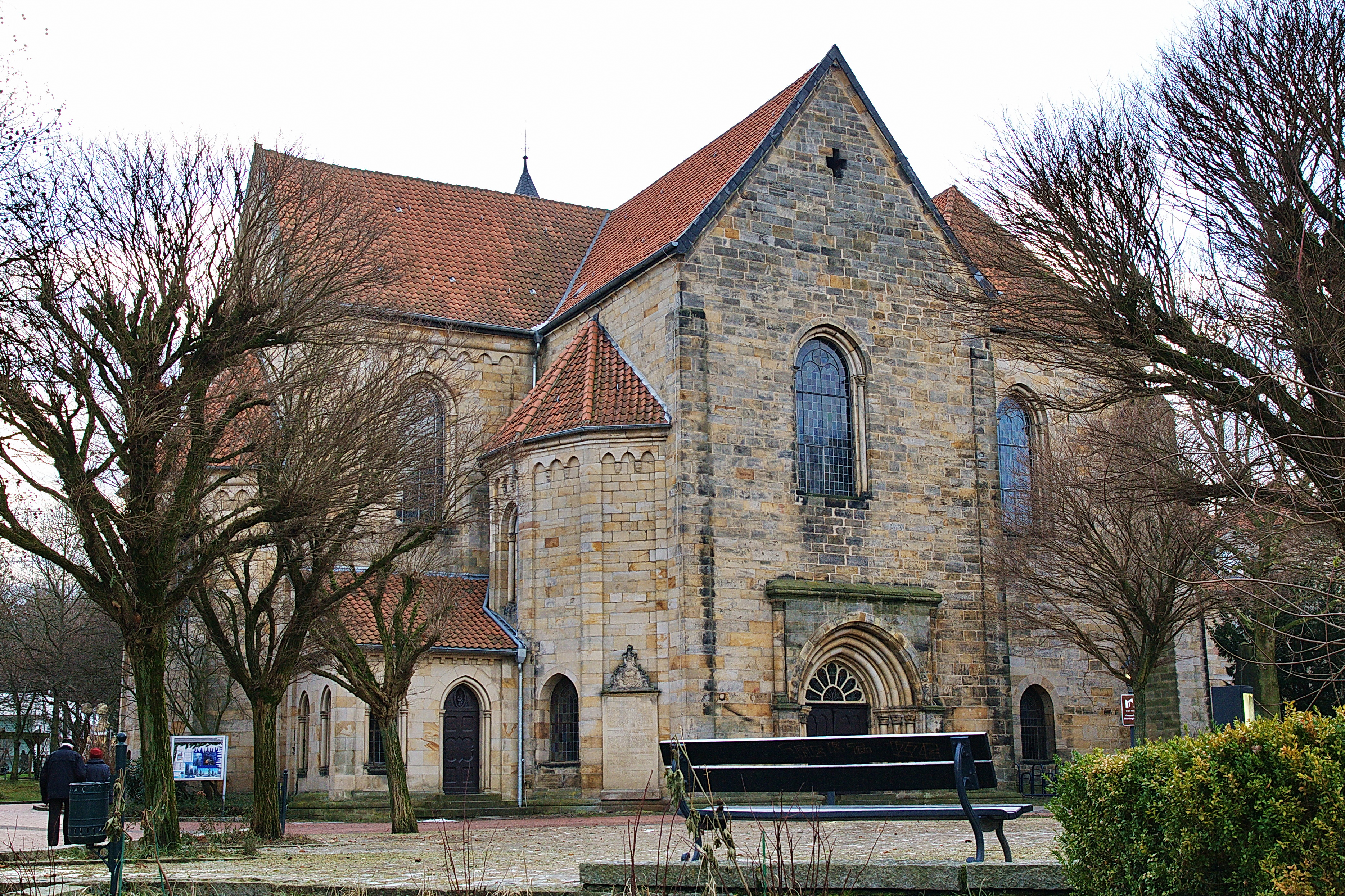
Церковь Св. Марии